# Calimesa
Calimesa är en stad (city) i Riverside County, i delstaten Kalifornien, USA. Enligt United States Census Bureau har staden en folkmängd på 8 061 invånare (2011) och en landarea på 38,5 km².